# Buenavista de Valdavia (kommunhuvudort)
Buenavista de Valdavia är en kommunhuvudort i Spanien.   Den ligger i provinsen Provincia de Palencia och regionen Kastilien och Leon, i den norra delen av landet, 260 km norr om huvudstaden Madrid. Buenavista de Valdavia ligger 926 meter över havet och antalet invånare är 431.
Terrängen runt Buenavista de Valdavia är huvudsakligen lite kuperad. Buenavista de Valdavia ligger nere i en dal. Runt Buenavista de Valdavia är det mycket glesbefolkat, med 3 invånare per kvadratkilometer. Närmaste större samhälle är Saldaña, 16,3 km sydväst om Buenavista de Valdavia. Trakten runt Buenavista de Valdavia består till största delen av jordbruksmark.